# Paul Fox
Paul Fox (Paweł Fox) (ur. 16 listopada 1874 w Kojkowicach koło Cieszyna, zm. 27 maja 1961 w Chicago) – działacz polonijny, historyk protestantyzmu polskiego i polonijnego, pastor. 

## Życiorys
Urodził się w polskiej, luterańskiej rodzinie. Około 1895 roku wyemigrował do USA.  
W 1900 roku rozpoczął studia teologii w Oberlin College, którą ukończył w 1907. Ordynowany na pastora kongregacjonalnego 12 czerwca 1900 roku.  W latach 1905–1907 pracował jako misjonarz wśród Polonii w Cleveland. w latach 1907–1910 był pastorem angielskojęzycznej parafii kościoła kongregacjonalnego w Brecksville (Ohio).  Od 1910 roku pracował jako misjonarz wśród Polonii w Baltimore. Doprowadził do powołania w 1916 roku osobnej prezbiteriańskiej (kalwińskiej) polskiej parafii Św. Piotra w Baltimore, której był duszpasterzem do 1924 roku. Po rezygnacji z pracy parafialnej (objął ją po nim Jan Józefat Potocki) był wykładowcą na różnych uczelniach w USA. Doktorat uzyskał w 1924 roku na Uniwersytecie Johna Hopkins'a w Baltimore. 

## Wybrane publikacje
- The reformation in Poland : some social and economic aspects, Baltimore: The J. Hopkins Press 1924.
- The Polish National Catholic Church, Scranton: School of Christian Living 1961.
- The Poles in America, with an introd. by Charles Hatch Sears, New York: Arno Press and The New York Times 1970.
- The reformation in Poland : some social and economic aspects, New York: AMS Press 1971.